# Koaksialna rotorja
Koaksialna rotorja tudi ko-rotorja ali kontrarotirajoča rotorja, je konfiguracija na helikopterju, kjer sta rotorja sta nameščena na dveh koaksialnih (koncentričnih) gredeh - ena gred je soosno nameščena znotraj druge. Gredi se vrtita v nasprotnih smereh s čimer se izenači obračalni moment rotorjev, zato ni potrebe po repnem rotorju. 
Helikopterje s koaksialnimi rotorji proizvaja serijsko samo ruski Kamov, drugače niso ravno pogosti praksi. Podobna konfiguracija je pri sinhropterju, kjer se gredi isto vrtita v nasprotnih smereh, vendar gredi nista nameščeni koaksialno, ampak ločeno.
Leta 1859 je Britanski patenti urad odobril Henry Bright-ov patent za njegov koaksialni dizajn. Vendar je poteklo veliko časa, preden so zgradili prvi helikopter.
Dva koaksialna rotorja ne povzročata nesimetrije vzgona, ki je prisotna pri enorotorskih helikopterjih. Prednost je tudi, da se vsa moč motorja uporabi za vzgon, repni rotorji pri konvencionalnih helikopterjih porabijo okrog 10% moči motorja. Zato lahko koaksialni helikopter dvigne večji tovor z isto močjo motorja.
Slabost je večja kompleksnost mehanskih delov (razvidno iz zgornje slike Ka-32), ker je potrebno vsak rotor vrteti v svojo smer in na vsakem rotorju mora biti mehanizem za spreminjanje naklona krakov. Zaradi več gibljivih delov je večja možnost mehanske okvare. Na konvencionalnem enorotorskem helikopterju je potreben samo en mehanizem za naklon krakov glavenga rotorja, je pa potreben repni rotor, ki prav tako potrebuje svoj manjši mehanizem.
Ameriški ministrstvo za transport podaja prednosti koaksialnih helikopterjev v primerjavi z enorotorskimi:
- Spuščanje z močjo motorja;— lažje
- Možnost vrija na rotorju;— zmanjšana
- Vibracije srednje frekvence;— zmanjšane
- Vibracije visoke frekvecne;- jih ni
- Odpoved protinavornega sistema v letu;—  ni možnosti
- Odpoved protinavornega sistema v lebdenju;—  ni možnosti

Na manjših radijsko vodenih helikopterjih so koaksialni rotorji pogosti zaradi enostavnosti.

## Seznam helikopterjev s koaksialnimi rotorji
- Brantly B-1 (1946)
- Breguet-Dorand giroplane laboratoire (1936)
- Breguet GIIE (1949-1951)
- Cierva CR Twin
- Gyrodyne QH-50
- Gyrodyne 2C
- Gyrodyne XRON-1
- Gyrodyne GCA2
- Kamov Ka-15
- Kamov Ka-25
- Kamov Ka-26
- Kamov Ka-226
- Kamov Ka-27
- Kamov Ka-31
- Kamov Ka-32
- Kamov Ka-50 Black Shark
- Kamov Ka-52 Alligator
- Kamov-Kumertau Rotorfly
- Kamov Ka-92
- Mil Mi-X1
- Manzolini Libellula
- Sikorsky S-69
- Sikorsky X2
- Sikorsky S-97